# Butzheim
Butzheim ist ein Ortsteil der Gemeinde Rommerskirchen im Rhein-Kreis Neuss mit rund 1.000 Einwohnern.

## Lage

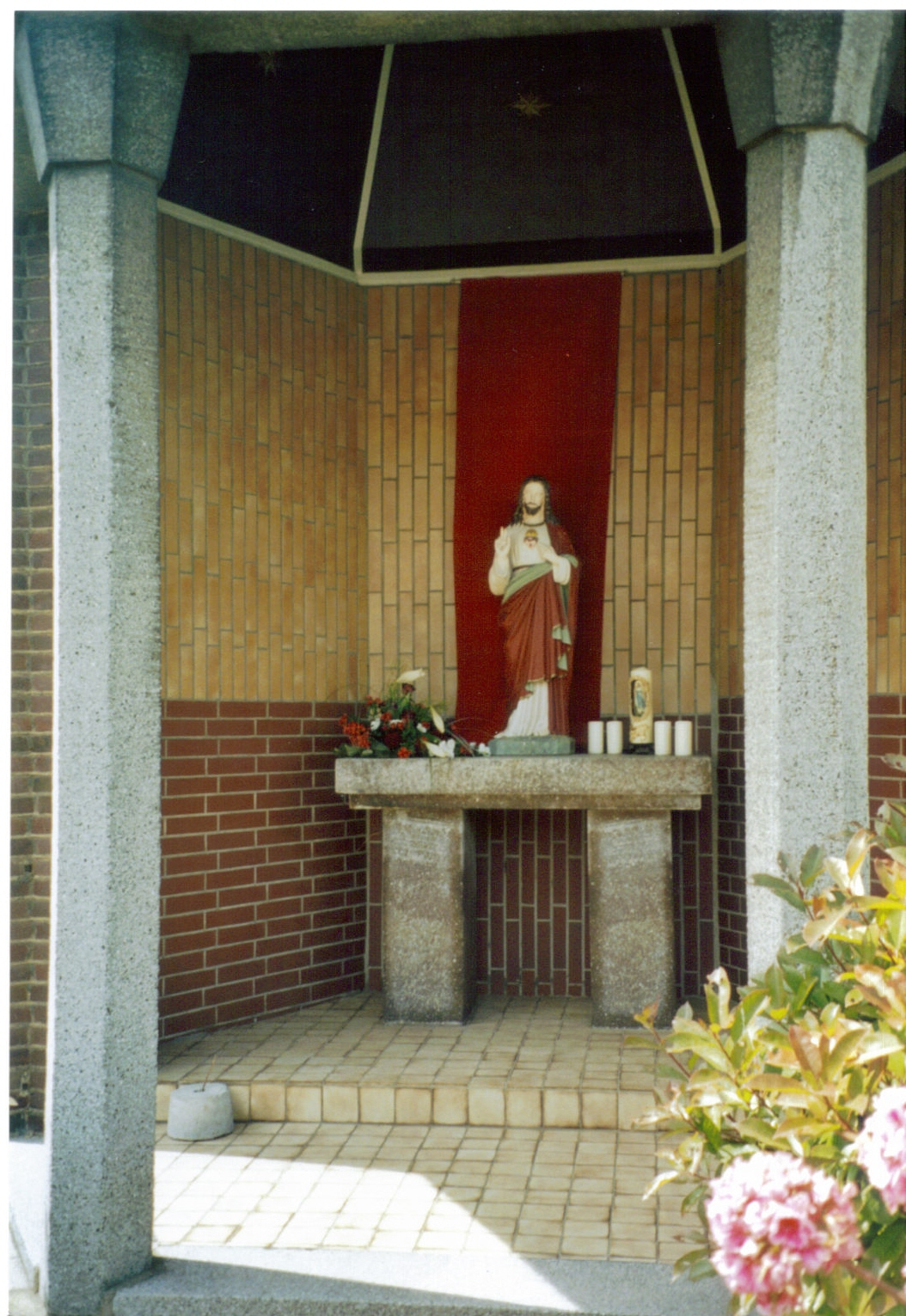
Butzheim, Kapelle

Butzheim liegt etwa 20 km nordwestlich von Köln und etwa 20 km südwestlich von Düsseldorf zwischen den Städten Grevenbroich, Dormagen und Pulheim an der Bundesstraße 477. Westlich schließt sich Nettesheim an. Nördlich an der B 477 liegen Frixheim und Anstel. Etwas weiter nördlich entfernt folgen Dormagen-Broich und Dormagen-Gohr. Südwestlich von Butzheim liegt der Bahnhof Rommerskirchen und die Ortschaft Rommerskirchen-Eckum.

## Geschichte
Die Besiedlung des Gebietes reicht bis in die Mittelsteinzeit zurück. Auch durch die Römer war der Bereich Nettesheim-Butzheim besiedelt. Das Dorf in seiner heutigen Gestalt ist aus einer fränkischen Siedlung entstanden. Dies geschah sehr wahrscheinlich im 6. oder 7. Jahrhundert. Erstmals erwähnt wurde der Ortsname in einer Urkunde aus dem Jahr 962 als „Budichim“. Im Mittelalter finden sich Spuren der Ritter von Butzheim. Ein „Godefirdus de Bozheim“ wurde in einer Urkunde aus dem Jahre 1195 erwähnt.
Bis 1794 gehörte Butzheim zum Dingstuhl Rommerskirchen im Amt Hülchrath im Kurfürstentum Köln. Nach dem Einmarsch der Franzosen 1794 wurde das linksrheinische Gebiet französisch. 1798 wurde das Rheinland von den Franzosen in vier Departements (Rur/Roer, Rhein-Mosel, Saar und Donnersberg) aufgeteilt. Departements waren in Arrondissements/etwa Regierungsbezirke unterteilt, diese wiederum in Cantone/etwa Kreise und diese wieder in Mairien/Bürgermeistereien. Als unterste Verwaltungseinheit entstand in diesem Gebiet die Mairie Nettesheim. Diese gehörte zum Kanton Dormagen im Arrondissement de Cologne im Département de la Roer. Nach dem Abzug der französischen Besatzungstruppen infolge des Zusammenbruchs des napoleonischen Reiches 1814 wurde das katholisch geprägte Rheinland beim Wiener Kongress dem protestantischen Preußen zugesprochen. 1815 kam Butzheim zur Gemeinde Nettesheim-Butzheim, die zur Bürgermeisterei beziehungsweise später zum Amt Nettesheim und zum Landkreis Neuss gehörte.
Zwischen 1847 und 1894 verließen zahlreiche Familien ihren Heimatort Butzheim und suchten in Amerika eine neue Heimat. Zwischen 1868 und 1870 wurde in Butzheim eine Schule errichtet. 1871 hatte Butzheim 769 Einwohner.
Am 1. Januar 1975 wurde die Gemeinde Nettesheim-Butzheim aufgelöst und in die Gemeinde Rommerskirchen eingegliedert.

## Einwohnerentwicklung
Gemeinde Nettesheim-Butzheim
- 06. Juni 1961: 1203
- 30. Juni 1964: 1222
- 27. Mai 1970: 1373
- 30. Juni 1974: 1720

## Wirtschaft und Infrastruktur

### Verkehr

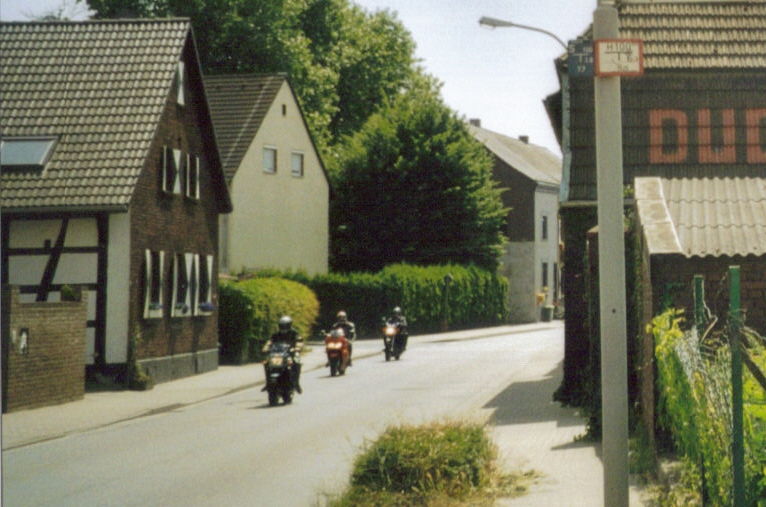
Butzheim, B 477

Nicht weit entfernt von Butzheim befindet sich der Bahnhof Rommerskirchen, der an die Eisenbahnlinie Köln-Mönchengladbach angeschlossen ist. Durch den Ort Butzheim verläuft die Bundesstraße 477. Außerdem ist der Ort an die Linien des BVR angeschlossen, die nach Grevenbroich und Dormagen verkehren.

### Medien
- Neuss-Grevenbroicher-Zeitung – regionale Tageszeitung, Neusser Zeitungsverlag GmbH
- Schaufenster – lokales Anzeigenblatt (dienstags), Neusser Zeitungsverlag GmbH
- Rheinischer Anzeiger – lokales Anzeigenblatt (mittwochs), Neusser Zeitungsverlag GmbH
- Erft-Kurier – lokales Anzeigenblatt (dienstags), Neusser Zeitungsverlag GmbH
- NE-WS 89,4 – lokaler Radiosender (alle Tage),  Neusser Zeitungsverlag GmbH

### Vereine
- St. Sebastianus-Schützenbruderschaft 1300 Sektion Nettesheim-Butzheim e. V.
- Bundestambourcorps Amicitia Nettesheim-Butzheim 1919
- Laufgemeinschaft Butzheim (LG Butzheim)
- Freiwillige Feuerwehr Rommerskirchen – Löschzug Nettesheim
- S.C. Butzheim
- Butzheimer Boschte 2004

## Kultur und Sehenswürdigkeiten
An der „Landstraße“ (B 477) befand sich das Restaurant „Oldiethek“ des Fernsehkochs Horst Lichter.
Heute ist die ehemalige „Oldiethek“ ein Wohnhaus.